# Amphibolia papuana
Amphibolia papuana är en tvåvingeart som beskrevs av Crosskey 1973. Amphibolia papuana ingår i släktet Amphibolia och familjen parasitflugor. Inga underarter finns listade i Catalogue of Life.